# ジャン・フランチェスコ・マリピエロ
ジャン・フランチェスコ・マリピエロ（Gian Francesco Malipiero, 1882年3月18日 - 1973年8月1日）は、イタリアの作曲家・音楽学者。モンテヴェルディとヴィヴァルディの校訂者として有名。

## 生涯
ヴェネツィアに生まれる。祖父はオペラ作曲家のフランチェスコ・マリピエロ。家庭の困難から、絶えず音楽教育を妨げられる。作曲家マルコ・エンリコ・ボッシに対位法を学ぶことを止めてから、モンテヴェルディやフレスコバルディのような古いイタリアの音楽を手ずから筆写することによって独学を続けた。イタリア古楽とのかかわりが畢生の事業となったことからすると、その時期は重要な振り出しであったと言える。1904年にボローニャへ行き、ボッシを捜し出して学習を続ける。学習期間を終えると、盲目の作曲家アントニオ・スマレーリャの助手となった。
1913年にパリでストラヴィンスキーの『春の祭典』の初演に接し、その後まもなくアルフレード・カゼッラと出逢う。この頃、ローマの聖チェチーリア音楽アカデミーに提出した4つの作品が入賞する。これには裏話があって、別々の偽名を用いて提出した5つの作品のうち4つが同時に入選したのであった。
1921年に運よく寒村アーゾロに落ち着いてから、1926年から1942年までモンテヴェルディ全集の校訂にとりくみ、1952年以降はヴィヴァルディの協奏曲のほとんどを校訂した。
1923年にカゼッラやガブリエーレ・ダヌンツィオに協力して、新音楽協会（Corporazione delle Nuove Musiche）を設立する。
1932年、ヴェネツィア音楽高等学校の教師となる。1939年から1952年までその運営に関わる。
1933年、ルイージ・ピランデッロの台本によってオペラ『取り違えられた息子の物語』 (La favola del figlio cambiato) を作曲するまでムッソリーニとは良好な関係にあったが、この作品によってファシストから痛罵を浴びせかけられた。1935年、次のオペラ『ジュリオ・チェーザレ』 (Giulio Cesare) をムッソリーニに献呈したものの、これは何の助けにもならなかった。
1936年からパドヴァ大学の教壇に立つ。
1952年、作曲に専念するためふたたびアーゾロへ戻る。
1973年8月1日、トレヴィーゾの病院で死去。

## 作品
マリピエロはカゼッラとともにイタリア器楽の復興に尽くした「1880年代生まれの作曲家」に属する。初期のマリピエロの作品は主にフランス印象主義音楽の影響、とりわけドビュッシーの影響を受けており、自由な形式と非伝統的な楽章構成、斬新な和声法と線的な対位法を用いて作曲を続けた。そのため、ソナタ形式やフーガに縛られることを拒否した。カゼッラほど極端から極端へと渡り歩くことはなく、イタリア的な旋律の魅力は放棄されていない。多数ある交響曲のうち、第4番はクーセヴィツキー夫人ナターリアの追悼音楽であり、第6番は弦楽合奏のための作品である。
門弟にブルーノ・マデルナほか。ダッラピッコラと異なり、自ら無調や十二音技法を用いることはなかったが、学生が新たな作曲技法に挑戦することに寛容だったと言われる。

## 主要作品

### オペラ
- オルフェイデ（1922年）
- ゴルドーニによる三つの喜劇（1922年）
- 熱狂したフィオメーラ（1925年）
- 夜の馬上試合（1929年）
- 取り違えられた息子の物語（1933年）
- ジュリオ・チェーザレ（ウィリアム・シェイクスピアによる、1935年）
- アントニオとクレオパトラ（シェイクスピアによる、1937年）
- カロのカプリッチョ（E.T.A.ホフマンによる、1942年）
- 陽気な仲間（1943年）
- 天上の世界と地獄（1949年）
- 放蕩息子（1952年）
- ドンナ・ウラカ (1954年)
- 囚われのヴィーナス（1955年）
- 蹄鉄工（1960年）
- ドン・ジョヴァンニ（1963年）
- 謝肉祭と四旬節の心象（オペラ・バレエ 1961年）
- ボナヴェントゥラの変身（1966年）
- 頑迷なタルチュフ（1966年）
- イスカリオテのユダ（1971年）

### 交響曲
- 英雄交響曲（1905年）
- 海の交響曲（1906年）
- 静寂と死の交響曲（1909-1910年）
- 第1番『四季のような四つのテンポで』（1933年）
- 第2番『悲歌』（1936年）
- 第3番『鐘』（1944年）
- 第4番『イン・メモリアム』（1946年）
- 第5番『エコーによるコンチェルタント』（1947年）
- 第6番『弦楽のための』（1948年）
- 第7番『カンツォーネ風』（1948年）
- 1つのテンポによる交響曲（1950年）
- Sinfonia per Antigenida（1962年）
- 黄道帯の交響曲（1951年）
- 第8番『小交響曲』（1964年）
- 第9番『ため息』（1966年）
- 第10番『アトロポ』（1966-1967年）
- 第11番『バグパイプ』（1969年）

### 協奏曲・協奏的作品
- ヴァイオリン協奏曲第1番（1932年）
- ヴァイオリン協奏曲第2番（1963年）
- フルート協奏曲（1967-68年）
- チェロ協奏曲
- ピアノ協奏曲第1番（1931年）
- ピアノ協奏曲第2番（1937年）
- ピアノ協奏曲第3番（1948年）
- ピアノ協奏曲第4番（1950年）
- ピアノ協奏曲第5番（1958年）
- ピアノ協奏曲第6番「機械の」（1964年）
- ピアノと管弦楽のための『主題のない変奏曲』（1923年）
- セレナータ
- 協奏曲集（1931年）
- 対話第5番『協奏曲風』（1956年）(ヴィオラ独奏)
- 対話第6番『協奏曲風』（1956年）(チェンバロ独奏)
- 対話第7番（2台以上のピアノとオーケストラのための）（1956年）

### 管弦楽曲
- 墓より（1904年）
- 自然の印象 I（1910-11年）
- 自然の印象 II（1914-15年）
- 自然の印象 III（1921-22年）
- 悲劇的ディテュランボス（1917年）
- アルメニア（1917年）
- グロテスク（1918年）
- ガブリエリアーナ
- 沈黙の休止 I（1917年）
- 沈黙の休止 II（1925-26年）
- チマロジアーナ（1921年）
- 7つのインベンション（1933年）
- パッサカリア（1952年）
- ヴィヴァルディアーナ（1952年）
- 毎日の幻想曲（1953年）
- 対話第1番『ファリャの想い出に』（1956年）
- 対話第8番『ソクラテスの死』（1957年）
- 歌と踊りの夜想曲（1957年）

### 室内楽・器楽曲
- 11の楽器のためのリチェルカーレ (1925年)
- 五重奏曲
- 田園風即興曲
- ファンファーレのファンファロン
- チェロソナタ（1908年）
- チェロのためのソナティネ（1945年）
- 対話第4番『5つの管楽器のための』（1956年）
- 弦楽四重奏曲第1番『リスペットとストランボット』（1920年）
- 弦楽四重奏曲第2番『ストルネッロとバッラータ』（1923年）
- 弦楽四重奏曲第3番『マドリガル風の歌』（1931年）
- 弦楽四重奏曲第4番（1934年）
- 弦楽四重奏曲第5番『カプリッチョ風』（1950年）
- 弦楽四重奏曲第6番『ノアの方舟』（1947年）
- 弦楽四重奏曲第7番（1950年）
- 弦楽四重奏曲第8番『エリザベッタのために』（1963-64年）

### 歌曲
- 対話第3番『ヤコポーネ・ダ・トーディとの』（1956年）

### ピアノ曲
- 前奏曲（1901-1902年）Preludio
- サラバンド（1901-1902年）Sarabanda
- 6つの小品（1905年）Six morceaux
- 3つの古代舞曲（1910年）Tre danze antiche
- 印象（1907-1910年頃）Impressioni
- 月に寄せる小詩集（1909-10年）Poemetti lunari
- 秋の前奏曲（1914年）Preludi autumnali
- アーゾロ詩集（1916年）Poemi Asolani
  1. La notte dei morti 死者の夜
  2. Dittico
  3. I partenti
- 微かな光（1917年）Barlumi
- 過ぎ行く仮面道化師（1918年）Maschere che passano
- 反響（1918年）Risonanze
- クロード・ドビュッシーに捧ぐ（1920年）A Claude Debussy
- 献呈（1920年）Omaggi
  1. A un pappagallo  オウムに
  2. A un elefante　象に
  3. A un idiota　間抜け者に
- 午睡（1920年）La siesta
- 騎馬行進（1921年）Cavalcate
- 木喰い虫（1922年）Il Tarlo
- 復活祭（1924年）Pasqua di rezurrezione
- 1つのフーガへの3つの前奏曲（1926年）Tre preludi a una fuga
- 墓碑銘（1931年）Epitaffio
- 空想のフーガへの前奏曲（1932年）
- 前奏曲とフーガ（1940年）Preludio e Fuga
- 閉ざされた庭（1946年）Hortus conclusus
- 対話第2番『2台のピアノのための』（1956年）
- Ricercar toccando (1959年)
- 明日への5つの練習曲（1959年）Cinque studi per domani
- 変奏曲 ファリャ『恋は魔術師』のパントマイムによる（1959年）Variazione sulla Pantomina dell'Amor brujo di Manuel de Falla
- 白と黒（1964年）Bianchi e neri

## 文献
- Marcello Sorce Keller: A Bent for Aphorisms : Some Remarks about Music and about His Own Music by Gian Francesco Malipiero. In: The Music Review, Vol. XXXIX (1978), Nr. 3/4, ISSN 0027-4445, S. 231-239.
- John C. G. Waterhouse: Gian Francesco Malipiero (1882-1973) : The Life, Times and Music of a Wayward Genius. Harwood Academic Publishers, Amsterdam 1999, ISBN 9057022109.